# Bandiera della Sacha (Jacuzia)
La bandiera della Sacha (Jacuzia) è stata adottata il 14 ottobre 1992.

## Descrizione
La bandiera è composta da quattro bande orizzontali: la banda superiore, di colore azzurro, occupa i 3/4 della superficie della bandiera; le due bande di colore bianco e rosso sono di 1/16 rispetto alla superficie della bandiera mentre la banda inferiore di colore verde è di 1/8 rispetto alla superficie.
Al centro della bandiera, inscritta nella banda superiore, è presente un disco di colore bianco rappresentante il sole del Nord.